# (25149) 1998 SM49
1998 أس أم 49 (ويعرف أيضًا باسم (25149) 1998 أس أم 49 وفق تسمية الكوكب الصغير) (بالإنجليزية: 1998 SM49)‏ هو كويكب ضمن حزام الكويكبات؛ وترتيبه 25149 من حيث الاكتشاف.
اكتُشف هذا الجُرم الفلكي بواسطة وولف بيكل ‏ في 22 سبتمبر 1998.

## وصلات خارجية
- (25149) 1998 SM49 في قاعدة بيانات مختبر الدفع النفاث لأجرام النظام الشمسي الصغيرة

- الاكتشاف · مخطط المدار ·  العناصر المدارية · المعلمات المادية

- (25149) 1998 SM49 على موقع ويكي سكاي: DSS2, SDSS, GALEX, IRAS, Hydrogen α, X-Ray, Astrophoto, Sky Map, Articles and images